# Prinsuéjols-Malbouzon
Prinsuéjols-Malbouzon es una comuna nueva francesa situada en el departamento de Lozère, de la región de Occitania.

## Historia
Fue creada el 1 de enero de 2017, en aplicación de una resolución del prefecto de Lozère de 3 de agosto de 2016 con la unión de las comunas de Malbouzon y Prinsuéjols, pasando a estar el ayuntamiento en la antigua comuna de Malbouzon.

## Demografía
| Gráfica de evolución demográfica de Prinsuéjols-Malbouzon entre 1800 y 2014 |
|                                                                             |

Los datos entre 1800 y 2013 son el resultado de sumar los parciales de las dos comunas que forman la nueva comuna de Prinsuéjols-Malbouzon, cuyos datos se han cogido de 1800 a 1999, para las comunas de Malbouzon y Prinsuéjols de la página francesa EHESS/Cassini. Los demás datos se han cogido de la página del INSEE.

## Composición
| Comuna delegada | Código INSEE | Población (2013) | Superficie (km²) | Densidad (hab./km²) |
| --------------- | ------------ | ---------------- | ---------------- | ------------------- |
| Malbouzon       | 48087        | 134              | 42.26            | 9                   |
| Prinsuéjols     | 48120        | 153              | 42.96            | 4                   |